# 拜兴沟
拜兴沟，位于中华人民共和国青海省海西蒙古族藏族自治州德令哈市中东部，发源于哈尔科山东南麓，向南流汇入巴音河阿让郭勒段。河流全长50千米，流域面积500平方千米，河道平均比降22.0‰，年均径流量2500万立方米。拜兴沟上游高寒山区有冰雪覆盖，干支流河谷地带为蓄集草场，纯牧业经济。有便道贯穿流域南北，向北30余千米可达哈拉湖。2019年青海省德令哈市人民政府发布的《关于德令哈市规模以上河湖管理范围公告》中称拜兴沟河长42千米，流域面积494平方千米。